# Альтегроскай
Группа компаний Альтегроскай (AltegroSky) — объединенный спутниковый оператор, предоставляющий услуги связи на базе спутниковых систем широкополосного доступа класса VSAT в сегментах рынка b2b, b2c, b2g, b2o. AltegroSky предоставляет услуги спутниковой связи на всей территории Российской Федерации, стран СНГ, Европы и Ближнего Востока.
По данным инфокарты ComNews «VSAT-сети в России 2018» AltegroSky возглавляет рейтинг российских спутниковых операторов VSAT по количеству обслуживаемых терминалов — 21,3 тыс. VSAT-станций.
В группу компаний AltegroSky входят операторы ЗАО «Рэйс Телеком», ЗАО «Сетьтелеком», ООО «Астра-Интернет», ЗАО «Московский телепорт» и системный интегратор ООО «Алтегро Инжиниринг».
Штаб-квартира в Москве. Технический центр расположен в Московской области в Щелковском районе, д. Долгое-Ледово (ЦКС «Медвежьи озера»).
Региональные представительства открыты в городах: Екатеринбург, Иркутск, Санкт-Петербург, Тюмень, Хабаровск.
Деятельность ГК AltegroSky полностью лицензирована: имеет лицензии на услуги связи по передаче данных, телематические услуги связи, услуги связи по предоставлению каналов связи, услуги местной телефонной связи.
ГК AltegroSky — победитель в номинации «Крупнейший оператор по количеству спутниковых земных станций» (по версии COMNEWS AWARDS, 2012, 2014, 2015, 2016, 2017 гг., Москва).
ГК AltegroSky — учредитель и организатор единственного профессионального соревнования в отрасли спутниковой связи — Чемпионата по скоростному монтажу VSAT, который проводится с 2008 года. VII чемпионат — VSAT`2014 впервые проходил на двух площадках: восточный этап соревнований — в Хабаровске, западный этап — в Подмосковье. В 2018 году в Подмосковье прошел X Юбилейный чемпионат VSAT.

## Руководство
- Глава группы компаний — Виталий Алексеевич Крамарь

## История
- 2003, октябрь — 16 октября 2003 года создана компания ЗАО «Сетьтелеком».
- 2004 — проведен тендер по выбору спутниковой платформы с участием производителей спутниковых систем связи: HUGHES Network Systems, Viasat, Inc., Gilat Satellite Networks. Победитель — компания HUGHES.
- 2004 — в Подмосковье установлен первый Центр управления сетью DirecWay (Hughes).
- 2004 — разработана торговая марка AltegroSky: от латинского Altus — высокий, egregious — выдающийся, превосходный, отличный.
- 2004, ноябрь — «Сетьтелеком» приступила к коммерческой деятельности в качестве спутникового оператора на спутнике «Ямал-200» (90° в.д). Зона покрытия — 90 % территории России.
- 2005 — запущены первые крупные проекты на создание корпоративных сетей для ОАО «РЖД» и «Транснефть».
- 2006 — «Сетьтелеком» арендует частотный ресурс на спутнике «Экспресс АМ1|Экспресс-АМ1» (40° в. д.).
- 2006 — AltegroSky подключила 1000-ю абонентскую земную станцию спутниковой связи (ЗССС). «Сетьтелеком» — первый российский спутниковый оператор, преодолевший этот рубеж.[5]
- 2006, апрель — «Сетьтелеком» вступила в некоммерческое партнерство «Национальная ассамблея спутниковой связи».
- 2006 — «Сетьтелеком» стала оператором универсального обслуживания по Самарской области и Ставропольскому краю.
- 2006 — «Сетьтелеком» подписала соглашение о сотрудничестве с канадской компанией C-COM Satellite Systems Inc.
- 2007 — AltegroSky преодолела рубеж в 3 000 абонентских спутниковых станций.
- 2007 — AltegroSky участвует в национальном проекте «Образование»: спутниковый интернет для школ и образовательных учреждений, расположенных в труднодоступных и малонаселенных районах России.
- 2007 — запущена спутниковая платформа НХ (Hughes Network Systems) для организации крупных корпоративных сетей и сетей GSM-операторов с большими объёмами трафика.[6]
- 2008, февраль — «Сетьтелеком» приняла участие в работе коллегии экспертов «Национальной Ассамблеи спутниковой связи» (НП НАСС) по подготовке упрощенной процедуры выделения частот и применения земных станций спутниковой связи класса VSAT на территории РФ.[7]
- 2008 — завершено строительство телепорта в Хабаровске. AltegroSky арендует частотный ресурс на спутнике «Экспресс-АМ3». для расширения зоны предоставления услуг на Дальнем Востоке. Зона покрытия на 3-х спутниках (ИСЗ «Ямал-200», «Экспресс-АМ1» и «Экспресс-АМ3») — 100 % территории России.[8]
- 2009 — AltegroSky объявила о запуске услуги «Коллективный Интернет» для сегмента b2c.[9]
- 2009 — «Сетьтелеком» приобрела VSAT-бизнес компании «Сат-Тел».
- 2009 — «Сетьтелеком» приобрела бизнес компании «ХАБТЕЛ».
- 2010 — «Сетьтелеком» приобрела 100 % акций компании ЗАО «Рэйс Телеком». (ТМ SPIN). Создана группа компаний AltegroSky — универсальный спутниковый оператор[10].
- 2010 — «Сетьтелеком» стала оператором универсального обслуживания по Хабаровскому краю.
- 2011, сентябрь — AltegroSky объявила о начале предоставления услуги широкополосного доступа в Интернет для массового рынка через спутник Astra-1F (55 гр.в. д.) с антенной 0,74 метра.
- 2011, март — AltegroSky стала официальным спонсором зимней этнографической экспедиции в Якутию «ЯкутЭтноЭксп».[11]
- 2011 — «Сетьтелеком» стала оператором универсального обслуживания по Камчатскому краю, Забайкальскому краю и Чукотскому АО.
- 2011 — основана компания ООО «Астра-Интернет» для реализации новой бизнес-стратегии по выходу на массовый рынок.
- 2012, март — AltegroSky разместила заказ на поставку 5 000 спутниковых терминалов и двух операционных центров сети (ОЦС) Hughes Network Systems.[12]
- 2012 — AltegroSky объявила о начале предоставления сервисов для массового рынка в Ка-диапазоне через европейский спутник Ka-Sat (Eutelsat).
- 2012 — AltegroSky подключила 10-тысячный VSAT.
- 2013 — AltegroSky объявляет о запуске услуги «Безлимитный Интернет» для массового рынка в Ка-диапазоне через спутник Ka-Sat (Eutelsat).[13]
- 2013, октябрь — AltegroSky отметила свой 10-летний юбилей.[14]
- 2014, июль — группа компаний AltegroSky приобрела пакет акций (80.25 %) компании ЗАО «Московский телепорт» у международного спутникового оператора Inmarsat.[15][16][17]
- 2015, февраль — AltegroSky начала работу на новом спутнике Ямал-401 в позиции 90 в. д.
- 2015, апрель — AltegroSky начала предоставлять услугу широкополосного доступа в Интернет под ИСЗ Экспресс АМ-5 в Ка-диапазоне на Дальнем Востоке и Сибири.
- 2016, апрель — AltegroSky начала предоставлять услуги спутникового Интернет в Ка-диапазоне (ИСЗ Экспресс-АМ6, 53° в. д.).
- 2016 — переход основной части абонентской базы ООО «Айпинет» в сеть AltegroSky.
- 2017 — AltegroSky приобрела абонентскую базу ООО «Ройлком» и перевела ее в сеть AltegroSky.
- 2018 — AltegroSky в партнерстве с АО «Газпром космические системы» заключила контракт на предоставление спутниковых сервисов итальянскому оператору компании Telespazio.
- 2018, сентябрь — AltegroSky подписала контракт на 2 млн $ с производителем мобильных спутниковых систем iNetVu® компанией C-COM Satellite Systems Inc.[18]
- 2018, ноябрь — AltegroSky в партнерстве с ФГУП «Космическая связь» заключили контракт с Panasonic Avionics Corporation. В рамках контракта ГК AltegroSky обеспечила инфраструктурную платформу для организации сервиса IFEC (inflight entertainment and connectivity) через российские спутники.[19]

### Награды
- 2007, декабрь — AltegroSky занимает 2 место в рейтинге спутниковых операторов по количеству установленных в России VSAT.[20]
- 2009, декабрь — AltegroSky занимает 2 место в рейтинге спутниковых операторов по количеству установленных в России VSAT.[21]
- 2010, декабрь — AltegroSky занимает 2 место в рейтинге ТОР-10 VSAT-операторов России по количеству установленных в России VSAT.[22].
- 2011, декабрь — AltegroSky занимает 2 место в рейтинге спутниковых операторов по количеству установленных в России VSAT.[23]
- 2012, ноябрь — AltegroSky стала победителем в номинации «Крупнейший оператор фиксированной спутниковой связи» (по версии СOMNEWS AWARDS, 29 ноября 2012 г., Москва)[24].
- 2012, декабрь — AltegroSky занимает 2 место в рейтинге спутниковых операторов по количеству установленных в России VSAT.[25]
- 2013, декабрь — AltegroSky стала лидером в рейтинге спутниковых операторов по количеству установленных в России VSAT.[26]
- 2014, февраль — AltegroSky возглавила рейтинг спутниковых операторов по абонентской базе частных клиентов с долей рынка 42 % (по итогам исследования российского рынка спутникового широкополосного доступа ComNews Research за 2013 год)[27]
- 2014, ноябрь — AltegroSky получила главный приз в номинации «Крупнейший оператор по количеству спутниковых земных станций».[28]
- 2015, декабрь — AltegroSky победитель на ежегодной премии COMNEWS AWARDS в номинации «Крупнейший оператор по количеству спутниковых земных станций».[29]
- 2016, декабрь — AltegroSky стала победителем премии COMNEWS AWARDS в номинации «Крупнейший оператор по количеству спутниковых земных станций».[30]
- 2017, ноябрь — AltegroSky победитель в номинации «Лидер по общему количеству VSAT станций» в рейтинге COMNEWS AWARDS[31].
- 2018, апрель — ГК AltegroSky победитель первой отраслевой премии Telesputnik Awards в номинации «Лучший социально-значимый VSAT-проект».[32]

### Чемпионат по скоростному монтажу VSAT
Единственное профессиональное соревнование в отрасли спутниковой связи. Целью мероприятия является создание площадки для общения и обмена опытом специалистов в области спутниковой связи и установщиков оборудования VSAT. Проводится ежегодно. Освещается отраслевыми СМИ.
- 2008, июнь — I Чемпионат по скоростному монтажу VSAT.
- 2009, июнь — II Чемпионат по скоростному монтажу VSAT.
- 2010, июнь — III Чемпионат по скоростному монтажу VSAT.[33]
- 2011, июнь — IV Чемпионат по скоростному монтажу VSAT.
- 2012, июнь — V Чемпионат по скоростному монтажу VSAT.
- 2013, июнь — VI Чемпионат по скоростному монтажу VSAT прошел в Подмосковье на площадке ЦКС «Медвежьи Озера».
- 2014, июнь — VII чемпионат по скоростному монтажу VSAT прошел одновременно на двух площадках в Подмосковье и Хабаровске.[34]
- 2015, июнь — VIII Всероссийский чемпионат VSAT вышел за границы территорий РФ и приобрел статус международного мероприятия: побороться за призы приехали не только российские компании, но и их зарубежные коллеги, среди гостей присутствовали представители стран Европы и СНГ.
- 2016, май — IX Чемпионат VSAT обновил формат, впервые организатор ГК AltegroSky представил мероприятие для широкой аудитории в центре Москвы на площадке ЦВК «Экспоцентр». Ранее соревнование проводилось на закрытой территории и только для узкого круга профессионалов в сфере спутниковой связи и технологий.[35].
- 2018, июнь — X Юбилейный Чемпионат VSAT прошел на площадке АО «Газпром космические системы» в Подмосковье.[4]

## Технологии
ГК AltegroSky предоставляет телекоммуникационные решения: спутниковый интернет, телефония, видеонаблюдение, передача данных, организация распределительных телевизионных и радиовещательных сетей, построение сетей со сложной архитектурой, выделенные каналы по технологии SCPC/CnC, магистральные спутниковые каналы (Mesh, ACM, MCPC), аренда телепортов, сервис виртуальный оператор, Up-Link, Backhaul, беспроводные каналы связи по технологии UMTS/LTE, спутниковая связь в движении.
ГК AltegroSky имеет сети на российских и европейских геостационарных спутниках : «ЭкспрессАМ5» (140° в. д.), «ЭкспрессАМ6» (53° в. д.), «ЭкспрессАМ33» (96,5° в. д.), «Ямал-300К» (183° в. д.), "Ямал-401" (90° в. д.), "Ямал-402" (55° в. д.), «Eutelsat Ka-Sat 9A» (9° в. д.), «Eutelsat-172B» (172 ° в. д.), «NSS12» (57° в. д.), «JCSAT-3A» (128 ° в. д.). Спутниковая сеть AltegroSky обеспечивает покрытие территории Российской Федерации, а также стран СНГ, Европы и Ближнего Востока.
Телепорты оснащены антенными постами производства Vertex и Siemens. Спутниковые сети соответствуют стандартам DVB-S2 и DVB-S.
ГК AltegroSky использует спутниковые платформы производителей: Hughes Network Systems, ViaSat, iDirect, Eastar. В сети используется оборудование производителей широкополосных спутниковых систем: Hughes Network Systems (HN, НХ, HT), ViaSat Inc (Surf Beam), VT iDirect (iNFINITI, Evolution), а также Comtech, ООО «Истар», Paradise Datacom, NJRC, Terrasat, C-Com, Intellian Technologies, Cobham, NewTec, Iridium, Inmarsat, Thuraya и другие.
Центры управления сетями расположены в Московской области и в Хабаровске. Контакт-центр и служба технической поддержки расположены в Московской области в Щелковском районе. Спутниковые хабы расположены в Москве (10) и Хабаровске (5), другие (5), а также собственные точки доступа на ММТС-9 и ММТС-10.